# 安德魯·費希爾
安德魯·費希爾（英語：Andrew Fisher，1862年8月29日—1928年10月22日），澳大利亞前政治家，出生於英國蘇格蘭，為第5任澳洲總理，曾3次出任該職。其在任期內完成了巨大的立法計劃，使澳洲成為有法治基礎的國家；並為澳洲寫下多個第一：澳洲首個多數政府（其政黨澳洲工黨在澳洲參議院議席過半）、世上首個工黨領導的多數政府、世上首個工黨在立法議院的議席過半、世上首個工黨在兩院制國家的參議院、眾議院的議席同時過半。

## 生平

### 早年经历
安德魯·費希爾在1862年8月29日生於英國蘇格蘭東艾爾郡吉尔茂尔斯（Kilmaurs）鎮附近的克鲁斯豪斯（Crosshouse）村，該村居民主要以採礦為生。父親叫羅伯特·費希爾（Robert Fisher），母親叫簡·加文（Jane Garvin），安德魯·費希爾是父母的八個孩子中的老二。
費希爾出身贫苦矿工村落，10岁成为煤矿童工，每天工作12小时后再步行4公里去夜校上课，课余在村中的合作社图书室阅读，17岁成为当地矿工工会支部书记，1881年因组织罢工被辞退，1885年在另一矿场再次组织罢工，被辞退并被当地煤矿列入黑名单。因而，費希爾於同年和他的兄弟远赴澳大利亚的昆士兰发展，先后任职矿工和矿井机械操作工人，并继续在当地工会中活跃，並逐漸在政壇露角。1891年費希爾成为工党荆坯（Gympie）支部主席，1893年当选昆士兰殖民地立法院议员，第二年成为立法院工党党团的副领袖，其政见包括削减军费开支以及支持澳大利亚联邦化。1896年由于政治对手在报纸上对其进行诬陷、称他是危险革命分子并反天主教，而落选，費希爾旋即与合伙人一起创办报纸为工党进行政治宣传，并反攻其对手称他支持雇佣黑人劳力，費希爾本人在1899再次当选重返议会。同年昆士兰工党短暂组阁成为世界第一个工党政府，費希爾在此仅为期七天的内阁中担任铁路及公共建设大臣。

## 相片集

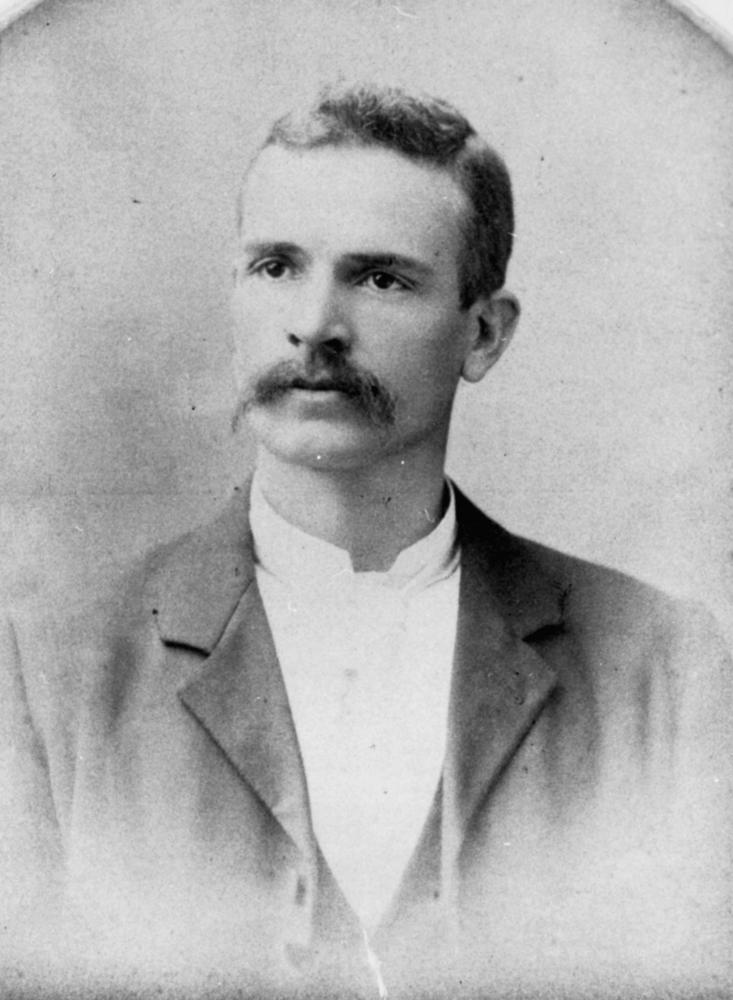
1899年
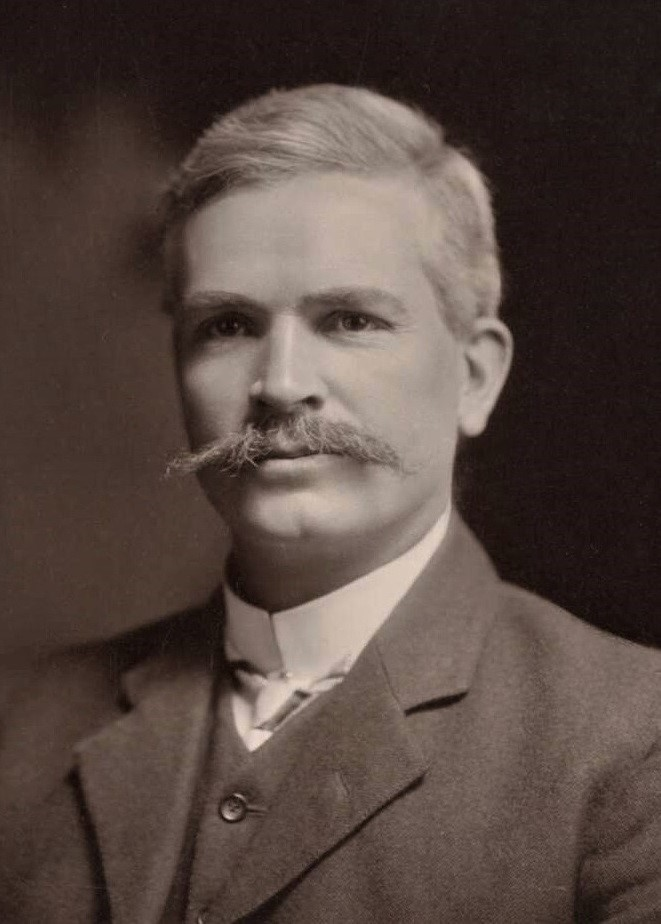
1908年
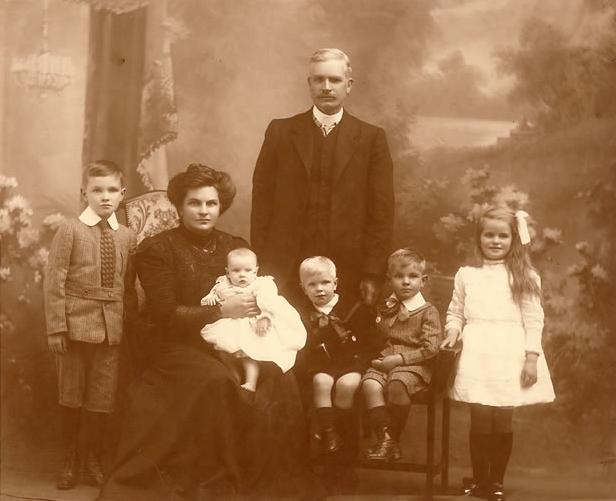
全家幅，站立者是弗希爾
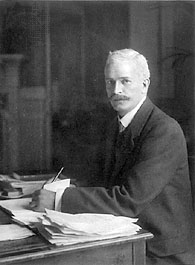
攝於倫敦
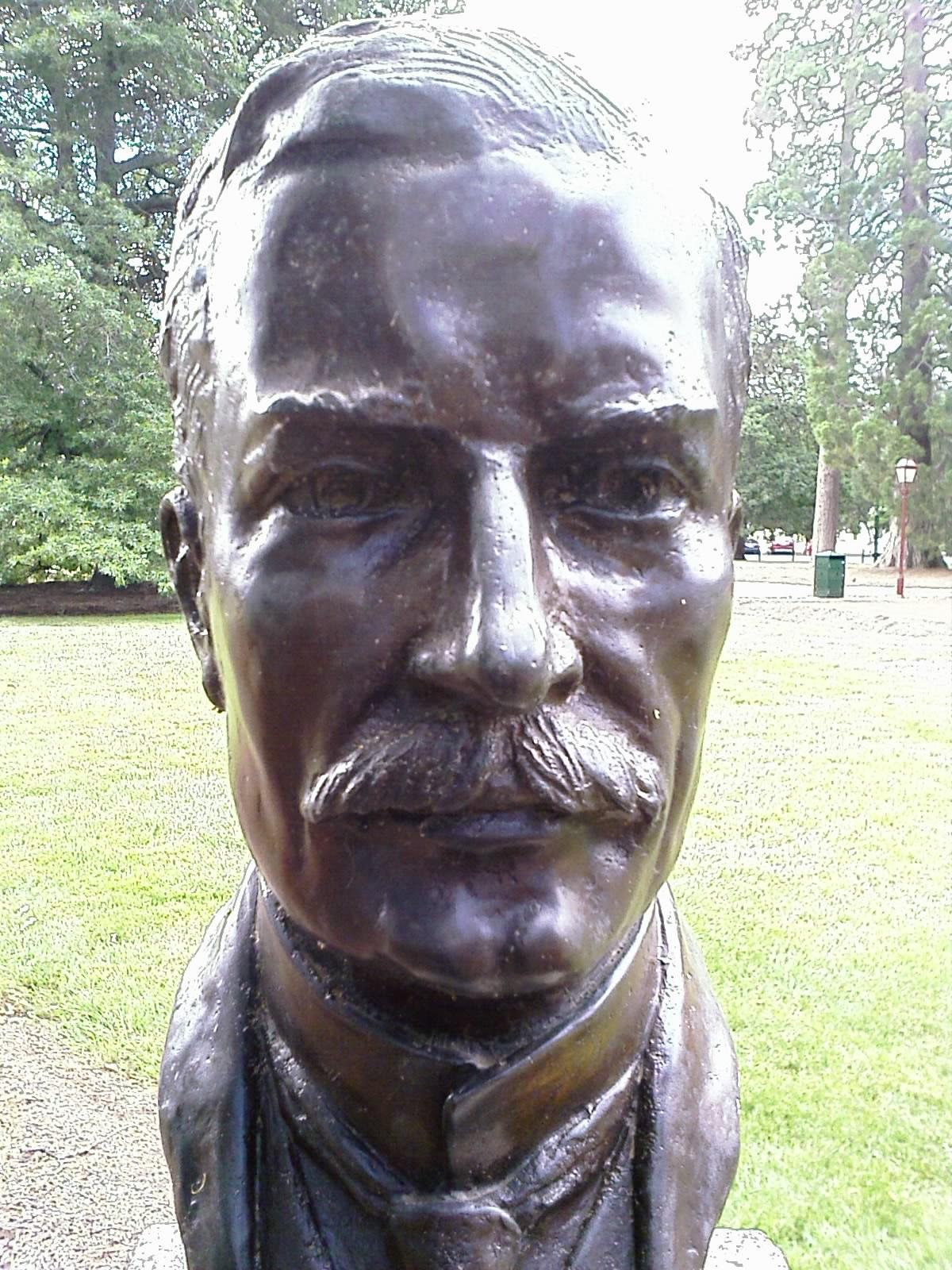
雕像
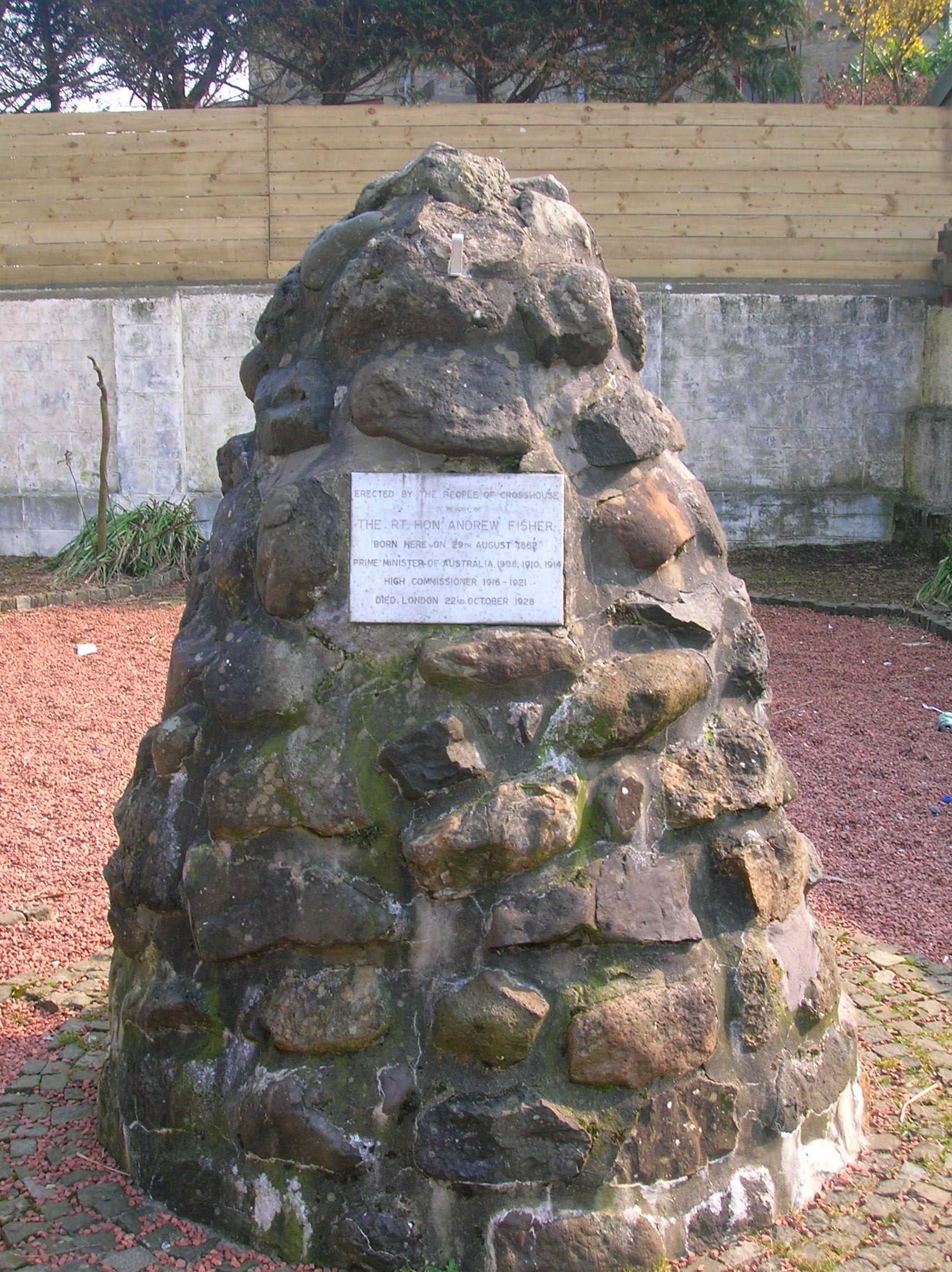
紀念碑

## 外部連結
- （英文）澳洲國家博物館：費希爾 （页面存档备份，存于）